# Del mio meglio n. 4
Del mio meglio n. 4 è una raccolta della cantante italiana Mina, pubblicata nell'aprile 1977 dalla PDU con distribuzione EMI Italiana.

## Descrizione
Quarto volume della popolare serie di raccolte Mina...del mio meglio iniziata nel 1971. Come tutte le precedenti e le successive antologie, è stata rimossa nel 2012 dalla discografia presente sul sito ufficiale della cantante.
Stampato dalla PDU su tutte le tipologie di supporto: Long playing (PLD 6081), Stereo8 (P8A 30681), musicassetta (PMA 681), CD (CDP 7462842).
Tutti i brani sono stati pubblicati precedentemente su album ufficiali, tranne Never Never Never, versione inedita in lingua inglese di Grande grande grande, realizzata per il mercato britannico nel 1973. Insieme a Don't è una delle due canzoni in inglese dell'album. 

## Tracce
L'anno indicato è quello di pubblicazione dell'album d'appartenenza (di cui nasconde il link).
Lato A
1. Uappa – 3:20 (testo: Luigi Albertelli – musica: Enrico Riccardi; edizioni musicali PDU/Ritmi e canzoni) – 1975
2. Never Never Never (Grande grande grande) – 3:56 (testo: Norman Newell – musica: Tony Renis; edizioni musicali PDU/ItalCarisch) – Inedito su album
3. Ma se ghe penso – 3:31 (testo: Mario Cappello – musica: Mario Cappello, Attilio Margutti; edizioni musicali Sinfonica jazz) – 1967
4. E penso a te – 3:40 (testo: Mogol – musica: Lucio Battisti; edizioni musicali Acqua Azzurra) – 1971
5. Immagina un concerto – 4:13 (testo: Andrea Lo Vecchio – musica: Shel Shapiro; edizioni musicali PDU/Shesha) – 1975
6. Solo lui – 4:26 (testo: Franca Evangelisti – musica: Fabio Massimo Cantini; edizioni musicali PDU/RCA/Karma) – 1974

Lato B
1. I giardini di marzo – 6:04 (testo: Mogol – musica: Lucio Battisti; edizioni musicali Acqua Azzurra) – 1975
2. L'importante è finire – 3:21 (testo: Cristiano Malgioglio – musica: Alberto Anelli; edizioni musicali PDU/Curci) – 1975
3. Colpa mia – 4:02 (testo: Gian Pieretti – musica: Roberto Soffici, Simon Luca; edizioni musicali PDU/Alfiere) – 1976
4. Il nostro caro angelo – 4:08 (testo: Mogol – musica: Lucio Battisti; edizioni musicali Acqua Azzurra) – 1975
5. Don't – 3:00 (Jerry Leiber, Mike Stoller; edizioni musicali RCA) – 1974
6. Caravel – 3:00 (Guido Bolzoni; edizioni musicali PDU) – 1974

## Arrangiamenti e direzioni orchestrali
- Enrico Riccardi – Uappa
- Pino Presti – Never Never Never, E penso a te, L'importante è finire, Don't
- Augusto Martelli – Ma se ghe penso
- Shel Shapiro – Immagina un concerto
- Toto Torquati – Solo lui
- Gabriel Yared – I giardini di marzo e Il nostro caro angelo
- Vince Tempera – Caravel

Tecnico del suono Nuccio Rinaldis.